# Enrico Bertaggia
Enrico Agostino Bertaggia (Noale, 19 settembre 1964) è un pilota automobilistico italiano.

## Carriera
Dopo essere stato campione italiano di Formula 3 nel 1987, tenta la Formula 3000 senza successo prima di ritornare brevemente alla F3 vincendo le prestigiose gare internazionali di Monaco e Macao nel 1988.
Nel 1989 partecipa in Formula 1 con la Coloni ma non riesce mai a superare il taglio delle prequalifiche nei sei Gran Premi a cui viene iscritto. Si trasferisce quindi in Giappone per partecipare alla Formula 3000 locale (Formula Nippon) nei due anni successivi.
Nel 1992 avrebbe dovuto guidare la Andrea Moda in Formula 1 ma, non essendo la squadra ancora ufficialmente iscritta al campionato per il mancato pagamento della relativa tassa, Bertaggia salta la prima gara della stagione. All'appuntamento successivo, il Gran Premio del Messico, causa un ritardo nelle spedizioni del materiale dall'Europa, i meccanici non poterono preparare la vettura, impedendo così al pilota di prendere parte alle prove e di conseguenza alla gara. Nel team scaturì un clima di tensione e Bertaggia venne licenziato dal proprietario della squadra, Andrea Sassetti, e sostituito con Perry McCarthy.
Lasciatosi alle spalle l'esperienza in Formula 1, termina la stagione nella Formula 2 britannica, dove corre anche nella stagione successiva che, inoltre, lo vede impegnato in alcune qualificazioni di gare internazionali di Formula 3000.
Dopo aver abbandonato le formule per monoposto, si è dedicato alle vetture sport e turismo.

## Risultati in Formula 1
| 1989 | Scuderia | Vettura |  |  |  |  |  |  |  |  |  |  |     |     |     |     |     |     |  | Punti | Pos. |
| ---- | -------- | ------- |  |  |  |  |  |  |  |  |  |  | --- | --- | --- | --- | --- | --- |  | ----- | ---- |
| 1989 | Coloni   | C3      |  |  |  |  |  |  |  |  |  |  | NPQ | NPQ | NPQ | NPQ | NPQ | NPQ |  | 0     |      |

| 1992 | Scuderia    | Vettura |    |     |  |  |  |  |  |  |  |  |  |  |  |  |  |  |  | Punti | Pos. |
| ---- | ----------- | ------- | -- | --- |  |  |  |  |  |  |  |  |  |  |  |  |  |  |  | ----- | ---- |
| 1992 | Andrea Moda | C4B     | ES | NPR |  |  |  |  |  |  |  |  |  |  |  |  |  |  |  | 0     |      |

| Legenda | 1º posto     | 2º posto | 3º posto    | A punti         | Senza punti/Non class.  | Grassetto – Pole position Corsivo – Giro più veloce |
| Legenda | Squalificato | Ritirato | Non partito | Non qualificato | Solo prove/Terzo pilota | Grassetto – Pole position Corsivo – Giro più veloce |